# Tapio Hämäläinen

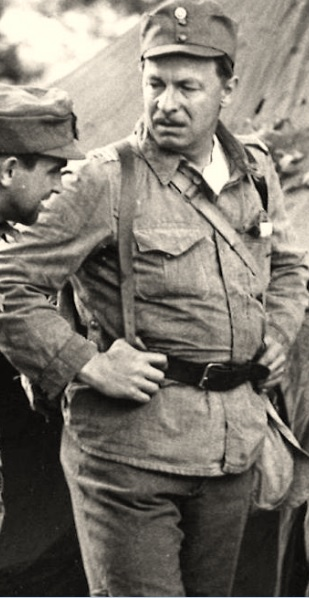
Tapio Hämäläinen, 1964.

Eemil Tapio Hämäläinen, född 18 juni 1922 i Uguniemi i Finland, död 28 januari 2008 i Helsingfors i Finland, var en finländsk skådespelare och teaterchef. Hämäläinen var mest känd för att ha spelat Salo i filmen Okänd soldat och Tuura i Uuno Turhapuro-filmerna. Han var även med i TV-program, bland annat Naapurilähiö. Han har också lånat ut sin röst åt Hemulen, Polischefen och Mårran i den japanska tecknade TV-serien I Mumindalen.
Sina sista år drabbades han av kronisk obstruktiv lungsjukdom och Alzheimers sjukdom. Han är begravd på Sandudds begravningsplats i Helsingfors.